# Mali Lagan (Lagnići)
Koordinati:   44°10′01″N, 14°48′13″E
Mali Lagan je majhen nenaseljen otoček v Jadranskem morju. Pripada Hrvaški.
Mali Lagan leži okoli 1,6 km severozahodno od zaliva Valačin žal na severozahodnem delu Dugega otoka, ter okoli 0,3 km severozahodno od otočka Veliki Lagan. Površina otočka meri 0,01 km². Dolžina obalnega pasu je 0,037 km.